# CyberPunks
CyberPunks is een computerspel dat werd ontwikkeld door Mutation Software en uitgegeven door Core Design. Het spel kwam in 1993 uit voor de Commodore Amiga. Het spel is side-scrolling en het speelveld wordt van bovenaf getoond. Tussen alle levels krijgt de speler een password om het spel te kunnen hervatten.

## Ontvangst
| Beoordeeld door | Datum         | Score |
| --------------- | ------------- | ----- |
| Amiga Dream     | december 1993 | 76%   |
| Génération 4    | december 1993 | 72%   |
| Power Play      | december 1993 | 71%   |
| Tilt            | december 1993 | 68%   |
| Pelit           | augustus 1993 | 50%   |
| Amiga Joker     | november 1993 | 44%   |